# Diplomeris
Diplomeris é um género botânico pertencente à família das orquídeas (Orchidaceae).

## Espécies
1. Diplomeris chinensis Rolfe, Bull. Misc. Inform. Kew 1896: 203 (1896).
2. Diplomeris hirsuta (Lindl.) Lindl., Gen. Sp. Orchid. Pl.: 331 (1835).
3. Diplomeris josephii A.N.Rao & Swamin., Indian Orchid J. 2: 5 (1987).
4. Diplomeris pulchella D.Don, Prodr. Fl. Nepal.: 26 (1825).